# Helge Gustafsson
Bror Helge Gustafsson (Ervalla, 16 januari 1900 - Örebro, 5 oktober 1981) was een Zweedse turner. 
Gustafsson won met de Zweedse ploeg de gouden medaille in de landenwedstrijd Zweeds systeem tijdens de Olympische Zomerspelen 1920 in het Belgische Antwerpen.

## Resultaten

### Olympische Zomerspelen
| Jaar | Plaats    | Resultaten                           |
| ---- | --------- | ------------------------------------ |
| 1920 | Antwerpen | in de landenwedstrijd Zweeds systeem |